# Música mizrají
La música mizrají (en hebreo: מוזיקה מזרחית, Muzika Mizrahit) se refiere al género oriental de influencia de las músicas árabe, turca y griega traídas a Israel por los judíos mizrajíes y judíos sefaradíes. Suele ser cantada en hebreo, pero suele ser combinada a veces con algunas frases en árabe, griego, turco y otros idiomas de las tierras a las que los artistas judíos trazan sus raíces ancestrales más recientes. El significado literal de la palabra mizrají en hebreo es "oriental" o más bien, "del este". 
Las canciones mizrajíes típicas tienen un instrumento de cuerda dominante, que suele ser el violín, el oud o el bouzouki. Las canciones mizrajíes típicas suelen ser usualmente de notas altas. 

## El surgimiento de la música mizrají

### Orígenes
En la escena musical del moderno Estado de Israel, la música mizrají es muy popular, quizás la más popular de todas. Sin embargo, su popularidad es un fenómeno muy reciente. Hasta los años 70, la industria musical israelí estaba dominada por la música pop israelí influenciada por la cultura de Europa Occidental. Los dueños de las casas discográficas simplemente no tenían interés en la música mizrají; en lugar de ello, firmaban contratos de música de acuerdo a sus gustos particulares, como la música pop y rock de estilos americano y europeo, como por ejemplo, Kaveret y Shlomo Artzi en los 60 y 70, y en los años anteriores en música "pionera", con músicos idealistas, como Naomi Shemer y Yehoram Gaon.
Las comunidades inmigrantes israelíes de los países del Medio Oriente y el Magreb han ido creando durante los últimos 50 años una música que sintetiza y combina elementos de la música árabe, turca y griega, junto con la música israelí de hasta entonces, dominada por la cultura ashkenazí. Al contrario al Nuevo Estilo Judío, que era la creación consciente de los inmigrantes de Europa Oriental tratando de definir "su" nueva identidad como israelíes, la música mizrají es realmente un fenómeno espontáneo e indígena. Aunque inicialmente fue recibida con hostilidad por los factores culturales de Israel, se ha convertido en la fuerza más poderosa, quizás, de la cultura israelí de hoy en día.
El movimiento que dio origen a la música mizrají comenzó en los años 50, con intérpretes caseros y sin formación académica-musical en los barrios habitados por inmigrantes del Magreb y del Medio Oriente, como en los barrios yemenitas Hatikva y Kerem HaTemanim de Tel Aviv y en barrios marroquíes, iraníes e iraquíes, los cuales tocaban y cantaban en fiestas y en bodas. Estos intérpretes solían cantar en hebreo, pero en un estilo notablemente similar al de la música árabe, con instrumentos tradicionales, como el riq, el oud, el kanun, y el darbuka. Ya en los años 60, agregaron instrumentos como la guitarra acústica y la guitarra eléctrica, lo que hizo que el estilo sonara más ecléctico y exótico aún. Los vocalistas típicamente decoraban sus canciones con trinos y otras entonaciones al estilo oriental, y la interpretación suele ser gutural o nasal en carácter; algo curioso es que la entonación es típicamente occidental, sin las escalas cuadratónicas de la música árabe. Las letras solían al principio ser tomadas de la literatura clásica hebrea, incluyendo textos litúrgicos y poemas medievales clásicos inclusive. Luego se fueron incorporando poemas contemporáneos y además fueron agregándose textos originales. Un ejemplo es la canción "Hanale Hitbalbela" (Hannale está confundida), cantada por Yitzhak Cohen. La letra es originalmente del compositor y poeta israelí Natan Alterman, pero cantada en un tono neta y tradicionalmente oriental.

### Desde los años 70 hasta nuestros días
Uno de los primeros músicos mizrajíes que alcanzó el estrellato fue Zohar Argov, quien era de Rishon LeZion y que había crecido cantando en su sinagoga, lanzando al mercado el hit que definió su carrera en la música Mizrají, Peraj BeGani (פרח בגני) ("Flor en mi jardín"). Argov, un cantante colorido y en ciertos aspectos estrambótico y escandaloso, se suicidó en 1987 y era conocido como "El Rey de la Música Mizrají"; su muerte trágica lo elevó a la categoría de héroe e incluso, se hizo una película basada en su vida.
En los años 70 y a principios de los 80, algunos de estos intérpretes comenzaron a distribuir su música mediante cintas o casetes, que se convirtieron en un éxito de ventas inmediato, sobre todo entre la clase trabajadora de Israel, en su mayoría de origen sefardí y mizrají. Estas cintas eran vendidas en kioskos en las cercanías de la Estación Central de Buses de Tel Aviv y la música comenzó a ser llamada despectivamente Muzika Kassetot (música de casetes) o Muzika HaTahana Merkazit (Música de la Estación de Buses). Los intérpretes más conocidos durante esos días eran Shimi Tavori y Zohar Argov. A pesar de la popularidad obvia de esta música, las emisoras estatales de radio ignoraban la música mizrají casi por completo. El sociólogo Sami Shalom Chetrit escribió "El establishment educacional y cultural realizó todos los esfuerzos posibles para separar a la segunda generación de inmigrantes orientales de esta música, mediante una socialización y control en las escuelas y en los medios".
La penetración de la música mizrají en el establishment cultural israelí fue el resultado de la presión realizada por compositores y productores sefaradíes como Avihu Medina, la indudable y abrumadora popularidad del estilo musical, y la adopción gradual de elementos de la música mizrají por artistas ya consolidados en otros géneros. Yardena Arazi, una de las cantantes más populares de Israel, grabó en 1989 Dimion Mizrah (Imaginación Oriental) y desarrolló materiales originales y algunas canciones canónicas israelíes en el nuevo estilo. Además, algunos cantantes comenzaron a desarrollar una fusión de Música Mizrají, Música Griega, Música Pop, Rock y otros estilos. Entre estos podemos mencionar a Yehuda Poliker y Shlomo Bar, cuyo grupo "HaBreira HaTivit" (La Opción Natural) incorporaba instrumentos como la sítara, la tabla y otros instrumentos indios, para crear un estilo "World Music" israelí.

## Las mujeres en la música mizrají
Las mujeres también han tomado parte importante de la música mizrají, con cantantes como la de origen marroquí Zehava Ben y Moran Carmel, la cantante de origen georgiano Rinat Bar y la cantante de origen israelí Sarit Hadad, considerada "La princesa de la música mizrají" ahora como la "reina". La aceptación y enorme popularidad de la música mizrají desde los años 90, va en paralelo a la lucha social de los Israelíes de origen sefaradí y mizrají por ser aceptados y avanzar socialmente.

## Lista de cantantes mizrajíes más conocidos
- Avi Biter
- Zohar Argov
- Eyal Golan
- Lior Narkis
- Shlomi Shabat
- Zion Golan
- Ofra Haza
- Sarit Hadad
- Zehava Ben
- Nati Levi
- Pini Hadad
- Boaz Mauda
- Yehuda Saado
- Oren Chen & Stalos
- Kobi Peretz
- Ofer Levi
- Moshik Afia
- Rinat Bar
- Sharif
- Chaim Moshe
- Amir Benayoun
- Shlomi Saranga
- Sar-El
- Sarit Avitan
- Moran Carmel
- Esther Cohen